# غوردن بي راندال
غوردن بي راندال (بالإنجليزية: Gurdon P. Randall)‏ هو مهندس معماري أمريكي، ولد في 18 فبراير 1821، وتوفي في 1884.